# Dilber Ay

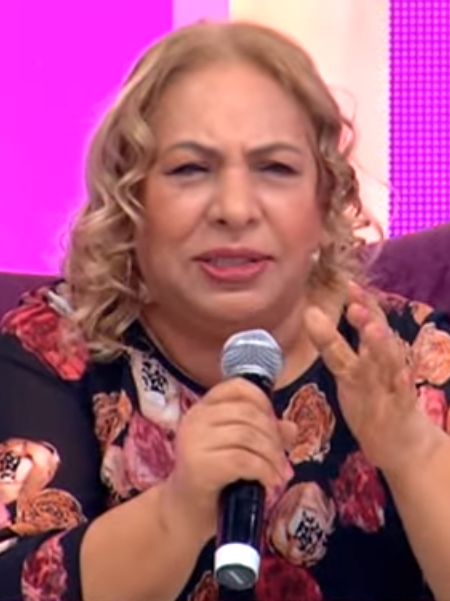
Dilber Ay, 2016

Dilber Ay Karakaş (* 1. Januar 1956 in Pazarcık als Dilber Bağbuş; † 29. April 2019 in Ankara) war eine türkische Arabeskensängerin, Schauspielerin und Fernsehmoderatorin kurdisch-yörükischer Abstammung.

## Leben und Karriere
Dilber Ay wurde am 1. Januar 1956 in Pazarcık geboren. Zuerst zog sie mit ihrer Familie nach Ankara und später nach Düzce. 1974 brachte sie ihr erstes Album Dilberay raus. Ihr Debüt gab sie 2006 in dem Film  Beynelmilel. Neben ihrer Karriere als Musikerin moderierte sie die Sendung Kadere Mahkûmlar von Flash TV. 2014 bekam sie in dem Film Hayat Sana Güzel die Hauptrolle. Unter anderem war Ay 2018 in dem Film Yol Arkadaşım 2 zu sehen.

## Tod
Ay starb am 29. April 2019 im Alter von 63 Jahren in einem Krankenhaus in Ankara an den Folgen eines Herzinfarkts. Ihr Leichnam wurde am 30. April 2019 nach Düzce gebracht und auf dem Stadtfriedhof beigesetzt.

## Diskografie (Auswahl)

### Alben
| - 1974: Dilberay - 1975: 3 - Türküola - 1981: Meyrik - 1986: HazaL - 1987: Barak Muhabbeti 1 - 1988: Barak Muhabbeti 2 - 1990: Postaci Emmi - 1990: Oturak Havaları - 1993: Yandim Eyvah - 1993: Dağlar Oy - 1994: Bırak Ona Da Dokunma - 1995: Kisi Bitmez Daglarimin - 1996: Barak Kızı | - 1999: Ölesen Gelin - 2000: Sürdüler Beni - Sen Tasmisin Demirmi - 2001: Bırakmadı Sevdan Beni - Yabancı - 2002: Oturdum Mezar Taşına - 2004: Maraşlı Gelin - 2005: Hasrete Koştuk - 2005: Alıp Başımı Gideyim - 2007: Hacı Ağa - Sarı Sabahlık - 2008: Ellerin Olmuş - 2009: Ötme Bülbül - 2010: Be Zalim - İtfaiyeci - 2011: Darıldım Sana - 2019: Yasmı Varda Mahallede |

### Singles (Auswahl)
- 1981: Meyrik
- 1993: Dilberim
- 2004: Çavreşamın
- 2004: Belli Belli
- 2007: Hacı Ağa - Sarı Sabahlık
- 2008: Zorunda Mıyım

## Filmografie (Auswahl)
- 2006: Beynelmilel
- 2014: Hayat Sana Güzel
- 2014: Mazlum Kuzey
- 2015: Figüran
- 2017: Yol Arkadaşım
- 2018: Facia Üçlü
- 2018: Yol Arkadaşım 2